# 시라하마정 (효고현)
시라하마정(白浜町)은 효고현 시카마군에 설치되었던 정이다. 현재의 히메지시에 해당한다.

## 역사
- 1889년 4월 1일 - 정촌제 시행에 의해 시키토군 시라하마촌이 성립하였다.
- 1896년 4월 1일 - 시카마군이 성립하여 소속이 변경되었다.
- 1936년 1월 11일 - 정으로 승격해 시라하마정이 되었다.
- 1946년 3월 1일 - 구 히메지시, 시카마시, 히로하타정, 아보시정, 오즈촌, 가쓰하라촌, 아마루베촌과 함께 새로운 히메지시에 편입되어 소멸하였다.